# Diccionario bibliográfico de las publicaciones periódicas de las Baleares
El Diccionario bibliográfico de las publicaciones periódicas de las Baleares es una obra del escritor, historiador y cronista español Joaquín María Bover, publicada por primera vez en 1862.

## Descripción
| «La bibliografía es el resorte que mueve los intereses de mucha parte de la sociedad, y el sello que marca el progreso ó decadencia de una nacion» —Cita de Dionisio Hidalgo que encabeza el libro |

El diccionario, impreso por primera vez en 1862 en la imprenta de la Viuda de Villalonga, sita en Palma de Mallorca, recorre en alrededor de setenta páginas la historia de publicaciones periódicas que van desde 1779 hasta una de 1863 que se incluye en el apéndice. «Mallorca vió aparecer en 1779 la aurora de su periodismo, sin que desde aquel año hayan faltado en la isla uno ó mas papeles públicos que propagando por toda la provincia y por las del continente y del estrangero las noticias políticas, los movimientos mercantiles, los adelantos científicos, los progresos literarios y el ventajoso curso de nuestra agricultura é industria, han dado á las Baleares el grado de ilustracion que este ramo tienen los demas paises de Europa», señala Bover en la introducción.